# Polypropeen

Structuurformule van polypropeen

Polypropeen (afgekort PP) is een thermoplastisch polymeer dat een zeer wijde toepassing kent.  Polypropeen staat ook bekend onder de oudere benaming polypropyleen.  Deze laatste naam is nog steeds de meest courante benaming bij de producenten en verbruikers van deze kunststof.

## Eigenschappen
Polypropeen kan zeer zuiver worden gemaakt; dit maakt het geschikt voor de halfgeleiderindustrie. Het polymeer is goed bestand tegen chemische oplosmiddelen, basen en zuren. Het is ook bestand tegen bacteriegroei en daarom geschikt voor wegwerpspuiten en andere medische apparatuur. Het polymeer kan heet in een vorm worden geperst, maar ook worden gezaagd/gefreesd en gelast.

## Toepassingen

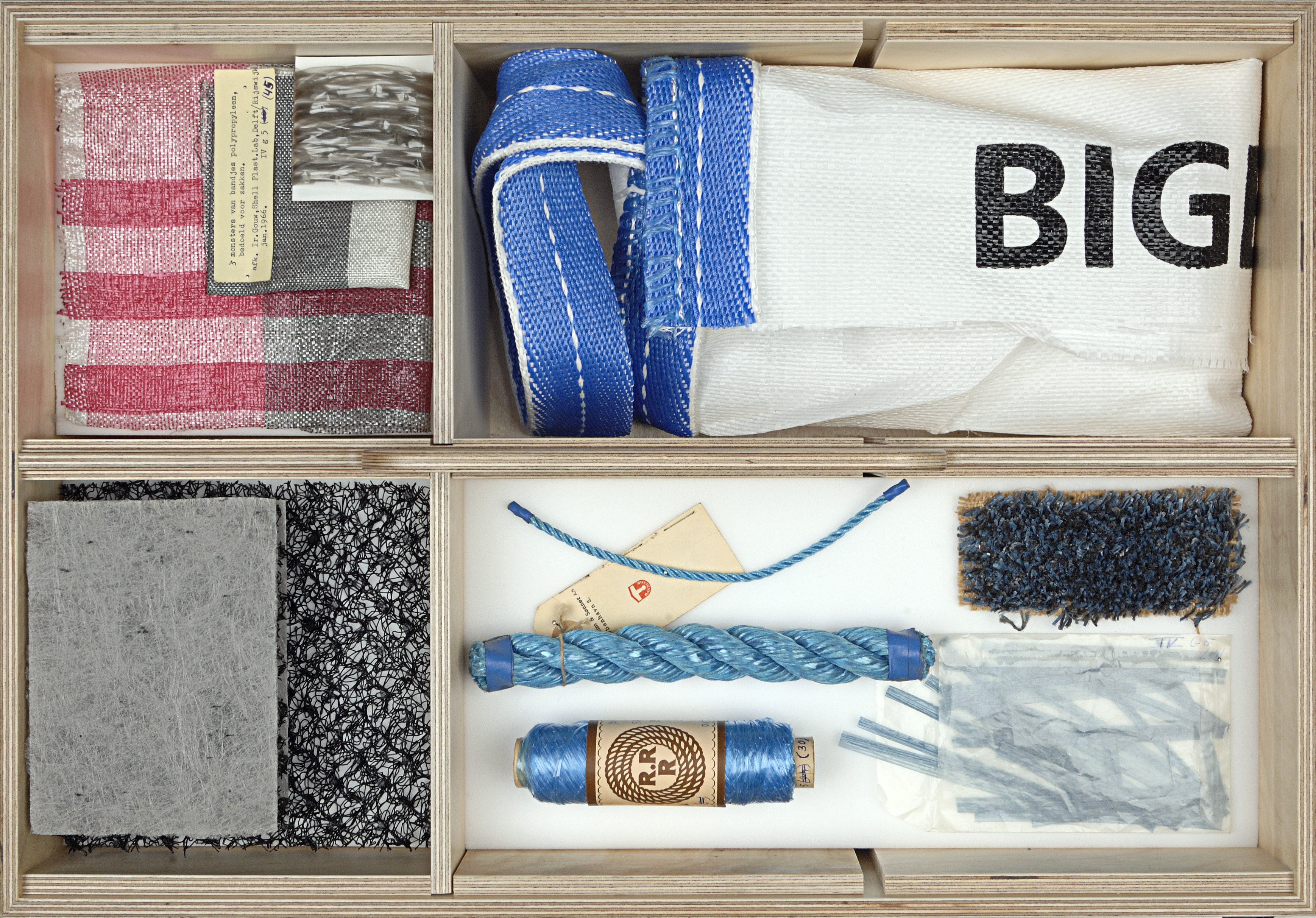
Polypropyleen, lade Textielwarenkast, TextielMuseum Tilburg

Polypropeen lijkt op polyetheen en is ook net zo goedkoop, maar het is veel sterker. In het dagelijks leven komen we het tegen in de vorm van plastic flessen (bijvoorbeeld jerrycans, maar niet Nederlandse statiegeldflessen), tapijten, plastic meubelen, kleine open zeilbootjes en in veel auto-onderdelen. Andere toepassingen zijn pijpen, filtermateriaal en plastic producten die een hogere kwaliteit vereisen dan zijn voorganger polyetheen kan bieden, zoals buigscharnieren in koffers en doppen van knijpflessen. In Australië zijn in 1988 bankbiljetten van polypropeen ingevoerd.

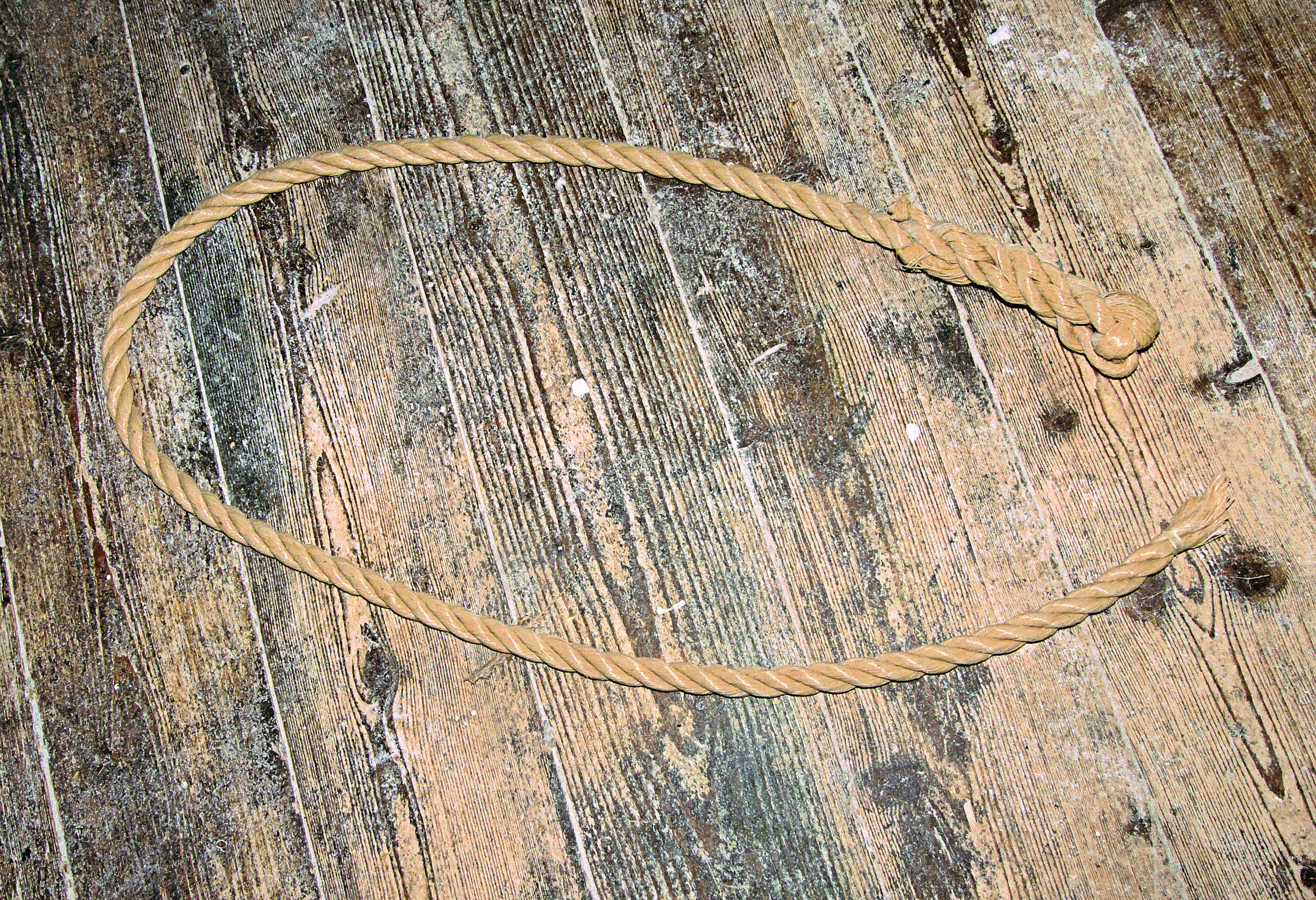
Gripolene

Polypropeen wordt ook gebruikt als touw. Het voordeel is dat het blijft drijven op het water. Bij boten is dit zeer handig omdat de lijn dan niet gemakkelijk in de schroef van de boot kan komen. De meest voorkomende soort is een driestrengs geslagen lijn. Voor het maken van touw wordt polypropeenfolie in vezels gesneden. Het is een goede vervanger van natuurlijke touwen, als manilla, of hennep, omdat het een natuurlijke kleur heeft, vezelig en stroef is. Hierom, en omdat het goedkoop en duurzaam is, worden polypropeentouwen vaak gebruikt bij scoutingboten. Polypropeentouwen worden vaak verkocht onder de merknaam Gripolene.
Polypropeen kan eenvoudig gerecycleerd worden, de producten zijn gemarkeerd met een recyclingcode bestaande uit de letters "PP" en de code "05" geplaatst in een driehoek:

## Geschiedenis
Polypropeen is ontwikkeld in het begin van de jaren 1950. Zoals veel andere uitvindingen in de moderne tijd is ook polypropeen op meerdere plaatsen ongeveer tegelijk uitgevonden: voor polypropeen waren dat er circa negen. Het was een gebied voor advocaten die in octrooirecht gespecialiseerd waren, en helemaal opgelost was dit probleem pas in 1989. Twee Amerikaanse chemici die voor het oliebedrijf Phillips Petroleum werkten zijn nu de officieel erkende uitvinders.

## Productieproces
Het polymeer polypropeen kan worden gemaakt door additiepolymerisatie van propeen. 

### Reactievergelijking van propeen en polypropeen
```
  H       H   H       H              H   H   H   H
   \     /     \     /               |   |   |   |
..+ C = C   +   C = C +..   →      ~ C - C - C - C ~
   /     \     /     \               |   |   |   |
  CH
3
     H   CH
3
     H             CH
3
  H   CH
3
  H 
                                                                              
      
Propeen
                         
Polypropeen
```

Door de methylgroep is tacticiteit belangrijk. Atactisch polypropeen is niet bruikbaar, omdat het geen kristalstructuur kan vormen. De doorbraak van polypropeen is er pas gekomen na de ontdekking van Ziegler-Natta katalysatoren, waarmee isotactisch polypropeen geproduceerd kan worden. Tegenwoordig is ook syndiotactisch polypropeen mogelijk.

## Producenten
De grootste Europese polypropeenproducenten zijn Borealis, Ducor Petrochemicals, Ineos, LyondellBasell, Sabic en Total.